# 堂前宣夫
堂前 宣夫（どうまえ のぶお、1969年 - ）は、日本の実業家。山口県岩国市出身。マッキンゼー・アンド・カンパニー、ファーストリテイリング取締役などを経て、2019年良品計画に上席執行役員営業本部長として入社、2021年9月代表取締役社長、2024年11月より会長。

## 人物
1993年 東京大学大学院修士課程(人工知能研究)修了後、マッキンゼー・アンド・カンパニー・インク・ジャパン入社。98年9月にファーストリテイリングに入社、同年11月に29歳で同社取締役に、翌7月に30歳で常務取締役に就任。2004年同社副社長。フランス、アメリカ子会社の代表を務め、海外事業をけん引した。ディー・エヌ・エー社外取締役やマネックスグループ社外取締役などを歴任し、2019年2月に良品計画入社。同社上席執行役員営業本部長。同年5月、同社専務取締役就任。2021年9月代表取締役社長。2024年11月より取締役会長。西友のPBとして生まれた同社で、西友を含む旧セゾングループ出身者以外で社長就任、ファーストリテイリング会長兼社長の柳井正氏の右腕として知られていた人物が、同じくグローバル展開する小売企業のトップになったという点で話題となった。

## 経歴
- 1969年1月 - 山口県 岩国市に生まれる[12]
- 1981年3月 - 岩国市立麻里布小学校卒業
- 1987年3月 - 広島学院高等学校卒業[13]
- 1991年3月 - 東京大学工学部電気工学科卒業[14]
- 1993年3月 - 東京大学大学院工学系研究科電子工学専攻修士[15]
- 1993年4月 - マッキンゼー・アンド・カンパニー・インク・ジャパン入社
- 1998年9月 - ファーストリテイリング入社[16]
- 1998年11月 - 取締役[17]
- 1999年7月 - 常務取締役
- 2004年11月 - 取締役副社長
- 2005年11月 - 取締役, UNIQLO USA Inc. CEO
- 2008年11月 - 上席執行役員
- 2008年12月 - FAST RETAILING FRANCE S.A.S. President
- 2010年8月 - FAST RETAILING USA, Inc. CEO
- 2016年6月 - ディー・エヌ・エー社外取締役[18]
- 2016年6月 - マネックスグループ社外取締役（現任）[19]
- 2019年2月 - 良品計画入社　上席執行役員営業本部長[20]
- 2019年5月 - 専務取締役
- 2019年6月 - 公益財団法人国際文化会館理事（現任）
- 2021年9月 - 良品計画代表取締役社長[21]
- 2022年6月 - 生活協同組合コープさっぽろ学識理事（現任）
- 2024年11月 - 良品計画取締役会長（現任）
- 2003 - World Economic Forum(ダボス会議), 100 Global Leaders for Tomorrow 2003
- 2005 - World Economic Forum(ダボス会議), Young Global Leader 2005
- 2007 - TABLE FOR TWO(テーブルフォーツー), 共同創設者